# Mamma ante Portas
Mamma ante Portas ist ein französischer Kinofilm aus dem Jahr 2021 von Regisseur Eric Lavaine. Die Komödie erzählt eine Familiengeschichte mit einer Frau im  Mittelpunkt, die während des Umbaus ihrer Wohnung unangekündigt bei ihrer Tochter und ihrem Schwiegersohn Quartier nimmt. Die Familiensituation ist angelehnt an den Film Willkommen im Hotel Mama (französischer Originaltitel Retour chez ma mère) aus dem Jahr 2016 vom gleichen Regisseur und mit zum Teil den gleichen Darstellern.
Der deutsche Kinostart von Mamma ante Portas fand am 25. Mai 2023 statt. Das französische Original kam am 16. Juni 2021 in die Kinos.

## Rezeption
Der Filmdienst beurteilte Mamma ante Portas „als eine handzahme, nur leidlich unterhaltsame Komödie, die behäbig ihre sprachlichen Gags vorbereitet, während der visuelle Slapstick nur albern und bemüht wirkt“. Auch epd-Film-Rezensentin Britta Schmeis kritisierte den Film. Lavaine setze darin „ganz auf Klamauk und Klischees“ und bleibe zu sehr an der Oberfläche.